# HC Nové Zámky
HC Nové Zámky – słowacki klub hokejowy z siedzibą w Nowych Zamkach.
Od 2012 do 2014 drużyna występowała w węgiersko-rumuńskich rozgrywkach MOL Liga. W sezonie 2014/2015 zespół grał w 2. lidze słowackiej. W 2015 klub przystąpił do 1. ligi słowackiej i w sezonie 2016 zdobył mistrzostwo tej klasy oraz wywalczył awans do ekstraligi.

## Sukcesy

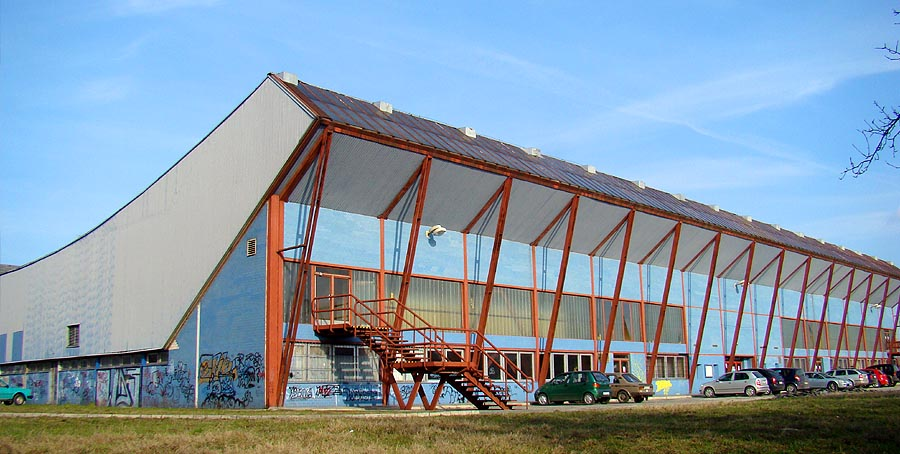
Lodowisko klubu

- Złoty medal MOL Liga: 2014
- Srebrny medal MOL Liga: 2015
- Złoty medal 2. ligi: 2015
- Złoty medal 1. ligi: 2016
- Awans do ekstraligi: 2016

## Zawodnicy i trenerzy
Od stycznia do grudnia 2015 trenerem zespołu był Ľubomír Hurtaj. W grudniu 2016 trenerem został Štefan Mikeš. W maju 2018 nowym trenerem został Milan Jančuška.